# Henri d'Arbois de Jubainville
Marie-Henri d'Arbois de Jubainville (Nancy, 5 de desembre de 1827 - París, 26 de febrer de 1910) fou un historiador, arxivista i celtista francès.

## Biografia
Fill d'un advocat, Henri d'Arbois de Jubainville nasqué el 5 de desembre de 1827 a Nancy, on fou alumne del seminari. Inicialment va fer estudis eclesiàstics, però abandonà aviat aquesta formació i emprengué estudis de dret. El 1847 s'incorporà a l'École nationale des chartes, d'on en sortí el primer de la seva promoció (1850) amb una tesi titulada Recherches sur la minorité et ses effets dans la France coutumière au Moyen Âge.
Esdevingut arxiver paleògraf, va ser director dels "Archives départementales de l'Aube" des de 1852 fins a 1880. El 1882, es convertí en el primer titular de la càtedra de llengua i literatura cèltica en el Collège de France, on el succeí Joseph Loth.
Henri d'Arbois de Jubainville es convertí en membre numerari de la "Société nationale des antiquaires de France" el 1882, i també de l'Académie des inscriptions et belles-lettres el 1884, tenint per avaladors Alexandre Bertrand i Gaston Paris. Aquesta darrera institució el designà el 1896 per fer part del Consell de perfeccionament de l'École nationale des chartes.

## Els-(i)acumgal·loromans
Henri d'Arbois de Jubainville va ser el creador de l'explicació, avui ben coneguda, dels topònims gal·loromans en -(i)acum, teoria que va exposar a les Recherches sur l'origine de la propriété foncière et des noms de lieux habités en France. Cal observar, però, que veia en aquests topònims apel·latius formats a partir dels noms dels propietaris de la terra, explicació recuperada entre altres per Auguste Longnon, Albert Dauzat i Marie-Thérèse Morlet, mentre que avui s'admet que els noms de lloc en -(i)acum poden ser formats ensems a partir de noms comuns (com ja passava en gal, on l'afix -acon hi tenia una funció adjectivadora. Aquest canvi relatiu d'òptica va ser iniciat per Marc Bloch, i desenvolupat per Michel Roblin a la seva tesi de doctorat sobre el territori de París a l'època gal·loromana i franca.

## Principals publicacions
- Histoire des ducs et comtes de Champagne depuis le VI jusqu'à la fin du XIe, 8 vols. (1859-69)
- Répertoire archéologique du département de l'Aube rédigé sous les auspices de la Société d'agriculture, sciences et belles-lettres du département..., Paris, imprimerie impériale, 1861.
- Étude sur la déclinaison des noms propres dans la langue franque à l'époque mérovingienne (1870)
- Les Premiers Habitants d'Europe (1877),
- Les Intendants de Champagne (1880)
- Introduction à l'étude de la littérature celtique (1883)
- Les Noms gaulois chez César et Hirtius De bello gallico (1891)
- Recherches sur l'origine de la propriété foncière et des noms de lieux habités en France (période celtique et période romaine), avec la collaboration de Georges Dottin, éd. Ernest Thorin, Paris, 1890; in-8°, XXXI-703 p.
- L'Épopée celtique en Irlande (1892).
- Études de droit celtique (1895)
- Les Principaux Auteurs de l'Antiquité à consulter sur l'histoire des Celtes (1902)
- Cours de littérature celtique (col·lectiu, 12 volums, 1883-1902)